# Nikola Wiegand
Nikola Wiegand (* 3. März 1963 in Frankfurt am Main; † 19. April 2005 in Orange County) war eine deutsche Basketballspielerin.

## Laufbahn
Wiegand, deren Heimatverein Grün-Weiß Frankfurt war, war bei der Europameisterschaft der Kadettinnen 1980 mit 17,5 Punkten pro Begegnung beste Korbschützin der bundesdeutschen Auswahl. Mit der A-Nationalmannschaft nahm sie 1983 an der EM teil und erzielte dabei im Schnitt 12 Punkte pro Begegnung. Sie bestritt zwischen 1982 und 1990 insgesamt 89 A-Länderspiele für die Bundesrepublik.
Auf Vereinsebene wurde die Flügelspielerin mit DJK Agon 08 Düsseldorf neun Mal deutscher Meister und vier Mal deutscher Pokalsieger. 1983 und 1985 zog sie mit den Rheinländerinnen ins Europapokalendspiel ein. Im Mai 1991 trat Wiegand vom Leistungsbasketball zurück. Anschließend wanderte sie in die Vereinigten Staaten aus und arbeitete in Kalifornien als selbständige Glaserin. Sie erlag am 19. April 2005 einer Krebserkrankung.